# Плайдельсхайм
Плайдельсхайм (нем. Pleidelsheim) — община в Германии, районный центр, расположен в земле Баден-Вюртемберг. 
Подчиняется административному округу Штутгарт. Входит в состав района Людвигсбург.  Население составляет 6272 человека (на 31 декабря 2010 года). Занимает площадь 10,18 км².